# Crown Head
Crown Head är en udde i Antarktis. Den ligger på Coronation Island i Sydorkneyöarna. Argentina och Storbritannien gör anspråk på området.
Terrängen inåt land är kuperad österut, men åt sydväst är den bergig. Havet är nära Crown Head åt nordost. Trakten är obefolkad.